# Црни Врх (Студеничани)
Црни Врх (мкд. Црни Врв) је насеље у Северној Македонији, у северном делу државе. Црни Врх припада општини Студеничани, која окупља јужна предграђа Града Скопља.

## Географија
Црни Врх је смештен у северном делу Северне Македоније. Од најближег већег града, Скопља, насеље је удаљено 45 km југоисточно.
Насеље Црни Врх је у оквиру историјске области Торбешија, која се обухвата јужни обод Скопског поља. Насеље је смештено на североисточним висовима планине Караџице. Надморска висина насеља је приближно 1.090 метара.
Месна клима је планинска због знатне надморске висине.

## Становништво
Црни Врх је према последњем попису из 2002. године имао 700 становника.
Претежно становништво у насељу су Албанци (97%).
Већинска вероисповест је ислам.